# Rafael Hernández (actor)
Esteban Rafael Hernández Herrero, más conocido como Rafael Hernández (Madrid, 3 de agosto de 1928 - 7 de noviembre de 1997), fue un actor español. Apareció en 200 películas entre 1956 y 1994.[cita requerida]

## Biografía
Rafael Hernández nació en Madrid, siendo hijo de Isidro Hernández y de Josefa Herrero. Era motorista de la policía municipal, cuando la casualidad hizo que interviniera en la película Manolo, guardia urbano, producida en 1956, protagonizada por Manolo Morán y Julia Caba Alba y dirigida por Rafael J. Salvia, que necesitaba para su rodaje de la colaboración del cuerpo de policía. Y aquí entró un joven Rafael, a la sazón de 28 años, realizando una breve aparición ejerciendo su profesión en una de las escenas de la película.[cita requerida]
Los años 90 suponen su retirada del cine, para dedicarse esporádicamente a la televisión, apareciendo en series de prestigio como La forja de un rebelde, Truhanes o Farmacia de guardia, dando lo mejor de sí mismo, como en papeles que malbaratan su comicidad en Lleno, por favor, Taller mecánico o El sexólogo. Su última actuación fue para televisión en la serie Villarriba y Villabajo, en el año 1994. Para la gran pantalla, su última película fue la comedia Los gusanos no llevan bufanda de Javier Elorrieta, en 1991 y cerrando el círculo, interpretando el mismo papel con el que empezó, es decir, motorista de la policía municipal, su profesión.[cita requerida]

## Filmografía (selección)
- Manolo, guardia urbano  (1956)
- El hombre que viajaba despacito  (1957)
- Los ángeles del volante  (1957)
- El aprendiz de malo  (1958)
- Las chicas de la cruz roja  (1958)
- El día de los enamorados  (1959)
- Los tramposos (1959)
- Un tipo de sangre (1960)
- Un ángel tuvo la culpa (1960)
- Los económicamente débiles (1960)
- Días de feria (1960)
- Teresa de Jesús (1961)
- Lawrence de Arabia (1962) (sin acreditar)
- Historia de una noche (1963)
- Los derechos de la mujer (1963)
- Cristo negro (1963)
- Rififí en la ciudad (1963)
- Bienvenido, padre Murray (1964)
- Relevo para un pistolero (1964)
- Jandro (1964)
- La cesta  (1965)
- Fray Torero (1966)
- La chica de los anuncios (1968)
- La vida sigue igual (1969)
- Don Erre que erre (1970)
- Enseñar a un sinvergüenza (1970)
- Los días de Cabirio (1971)
- Una chica casi decente (1971)
- Murders in the Rue Morgue (1971)
- Los gallos de la madrugada (1971)
- Los novios de mi mujer (1972)
- Las señoritas de mala compañía (1973)
- La revolución matrimonial (1974)
- Dick Turpin (1974)
- Vota a Gundisalvo (1977)
- Réquiem por un empleado (1978)
- Préstamela esta noche (1978)
- Rocky Carambola (1979)
- Terror en el tren de media noche (1980)
- Miedo a salir de noche (1980)
- Es peligroso casarse a los 60 (1980)
- Verano azul, de Antonio Mercero (1981)
- El retorno del hombre lobo (1981)
- Queremos un hijo tuyo (1981)
- La colmena (1982)
- La tía de Carlos (1982)
- Las autonosuyas (1983)
- Una espía enamorada (1984)
- La Lola nos lleva al huerto (1984)
- La tercera luna (1984)
- El cura ya tiene hijo (1984)
- Don Cipote de la Manga (1985)
- La hoz y el Martínez (1985)
- La vaquilla (1985)
- Capullito de alhelí (1986)
- ¡Biba la banda! (1987)
- ¡¡Esto sí se hace!!  (1987)
- Hacienda somos casi todos  (1988)
- El equipo Aahhgg (1989)